# Tilam
Tilam (em persa: تيلم, também romanizada como Tīlam e Tīlem) é uma aldeia do distrito rural de Valupey, no distrito central do condado de Savadkuh, na província do Mazandarão, no Irão. No censo de 2006, sua população era de 91 habitantes, em 46 famílias.